# Consul (insecto)
Consul descrito por  Pieter Cramer en  1776 es un género de lepidópteros de Sudamérica de la familia Nymphalidae.
Tiene 4 especies que son neotropicales, siendo  Consul  fabius la más común y más conocida.  Se encuentran desde México a Bolivia. Las larvas se alimentan de varias especies de Piperaceae. 

## Especies
Relación de especies:
- Consul electra (Westwood, 1850)
- Consul excellens (Bates, 1864)
- Consul fabius (Cramer, [1775])
- Consul panariste (Hewitson, 1856)